# 皮内洛
皮内洛是葡萄牙布拉干萨区的一个堂区。总面积33.13平方公里，总人口271人，人口密度8.2人/平方公里。